# Sindacato francese della Critica cinematografica
Il Syndicat français de la critique de cinéma et des films de télévision (letteralmente "Sindacato francese di critici cinematografici e film per la televisione") è un'organizzazione francese che ha, ogni anno dal 1946, assegnato un premio ("Prix de la critique"), il Prix Méliès, al miglior film francese dell'anno precedente. Altri premi sono stati aggiunti nel tempo: il Prix Léon Moussinac per il miglior film straniero, istituito nel 1967; il Prix Novaïs-Texeira per il miglior cortometraggio, istituito nel 1999; premi per la migliore opera prima francese e la migliore opera prima straniera, aggiunti rispettivamente nel 2001 e nel 2014 ed altri.
Ogni anno, il Sindacato organizza anche la Settimana Internazionale della Critica, che è la più antica sezione competitiva parallela del Festival di Cannes.